# Batalla de Cherta
La Batalla de Cherta (o acción de Cherta) fue un combate de la primera guerra carlista que tuvo lugar en las afueras del pueblo de Cherta el 29 de junio de 1837. Enfrentó al ejército carlista del general Ramón Cabrera contra las tropas isabelinas del general Borso di Carminati. Tras 5 horas de combate, la derrota de Borso pudo asegurar el paso del río Ebro del pretendiente carlista Carlos María Isidro de Borbón y la continuación de la Expedición Real, que tenía el objetivo de llevar al pretendiente hasta Madrid.

## Antecedentes
El 23 de junio de 1837, Ramón Cabrera recibió la noticia de que la Expedición Real de Carlos María Isidro de Borbón debía cruzar el Ebro hasta reunirse con él en Cherta. Para lograr este objetivo, Cabrera se dirigió a San Carlos de la Rápita y obtuvo varias embarcaciones que empezó a transportar por las montañas hasta Cherta mientras le mandó al capitán Domingo Forcadell que ocupara Cherta con sus tropas por a garantizar el éxito de la operación. En ese momento las tropas carlistas se componían de seis batallones de infantería y cuatro escuadrones de caballería.
El día 28, todas las embarcaciones se habían transportado a Cherta con éxito y Cabrera inició los preparativos para la inminente llegada de Carlos María Isidro. Los carlistas interceptaron un comunicado que se enviaron el general Emilio Borso di Carminati desde Tortosa y el general Agustín Nogueras Pitarque desde Mora de Ebro que revelaba el plan de los isabelinos de atacar Cherta por norte y sur simultáneamente para frustrar la expedición. A la vista de ello, Cabrera ordenó a Juan Pertegaz que se encargara de detener a Nogueras con su regimiento de voluntarios tortosinos mientras que el propio Cabrera se enfrentaría a Borso.

## La batalla
El día 29, Emilio Borso di Carminati se presentó ante Cherta con 3.500 infantes y 250 jinetes, encarándose con las tropas de Cabrera hasta que el combate se inició una vez Cabrera vio que Carlos María Isidre había llegado a Tivenys. La batalla adquirió gran intensidad desde el primer momento. El ejército principal de Ramón Cabrera se enfrentaba con el grueso de las tropas de Borso en el sur del pueblo mientras que el capitán Forcadell  atacaba a los batallones de la Legión Portuguesa que Borso había enviado a ocupar la carretera de Pauls y la Ermita de San Martín.
Al principio, Borso tenía la esperanza de que Nogueras, que disponía de cinco batallones de infantería y trescientos jinetes, acudiera también a Cherta y pudieran llevar a cabo el ataque conjunto que habían planificado, pero los carlistas habían cortado las líneas de comunicación entre estos dos generales y Nogueras no se presentó.
Las filas de Cabrera se engrosaron al atravesar el río Ebro la vanguardia de la Expedición Real comandada por el general Bruno Villarreal, uniéndose éste al combate. Forcadell consiguió su objetivo inicial apoderándose de la carretera de Pauls y la ermita de San Martín después de un feroz combate contra los portugueses con bayonetas y éste también acudió al ataque principal contra Borso.
Desde Tortosa se le enviaron a Borso tres embarcaciones con aprovisionamientos, pero éstas fueron rápidamente interceptadas por los carlistas. Al cabo de varias horas, Borso decidió replegarse hasta Aldover, localidad situada un par de kilómetros al sur de Cherta, y los carlistas empezaron una violenta persecución por la carretera. Las tropas de Borso resistieron ferozmente dentro de Aldover, pero al final se vieron superadas por los carlistas y Borso tuvo que retirarse definitivamente hacia Tortosa. La última acción de la batalla fue protagonizada por la caballería de Cabrera, que se enfrentó a la de Borso en un último intento de los isabelinos de cubrir la retirada.

## Consecuencias
Carlos María Isidro de Borbón cruzó el Ebro alrededor de las seis de la tarde, reuniéndose con Ramón Cabrera, quien le recibió agotado pero muy entusiasmado por su victoria contra Emilio Borso di Carminati . En honor al pretendiente se preparó un gran banquete y se celebró una misa especial en la Iglesia de la Asunción y San Martín. Los carlistas descansaron en Cherta hasta que el día 2 de julio continuaron la Expedición Real hacia el Reino de Valencia.